# Luo Xiaojuan
Luo Xiaojuan (chiń. 骆晓娟; ur. 12 czerwca 1984 w Changzhou) – chińska szpadzistka, złota medalistka olimpijska i czterokrotna medalistka mistrzostw świata.
Na igrzyskach olimpijskich w Londynie w 2012 roku wspólnie z Sun Yujie, Xu Anqi i Li Na wywalczyła drużynowo złoty medal. Na tej samej imprezie była też siedemnasta indywidualnie. Były to jej jedyne starty olimpijskie. 
Podczas mistrzostw świata w Lizbonie w 2002 roku zdobyła drużynowo brązowy medal. Na rozgrywanych cztery lata później mistrzostwach świata w Turynie, razem z Li Na, Zhang Li i Zhong Weiping zdobyła w tej samej konkurencji złoty medal. Chinki z Luo w składzie zdobywały również srebrne medale na mistrzostwach świata w Pekinie (2008) i mistrzostwach świata w Katanii (2011).
Zdobyła ponadto złoty medal drużynowo na igrzyskach azjatyckich w Doha w 2006 roku, a podczas igrzysk azjatyckich w Kantonie cztery lata później wywalczyła złoty medal indywidualnie i brązowy drużynowo. 
Kilkukrotnie zdobywała medale mistrzostw Azji, w tym między innymi złote drużynowo na MA w Kota Kinabalu (2005), MA w Nantong (2007), MA w Bangkoku (2008), MA w Seulu (2010), MA w Seulu (2011) i MA w Wakayamie (2012) oraz indywidualnie podczas MA w Kota Kinabalu (2005) i MA w Doha (2009).